# Звежинець (Краків)
Звежінець (пол. Zwierzyniec) — обшар Кракова, що входить до дільниці VII Звежинець. Колишнє село, яке було включене до складу Кракова 13 листопада 1909 року як 13-я кадастрова дільниця.

## Історія
Він простягається між річкою Рудавою на півночі та сході та Віслою на півдні. Із заходу межує з Пшегожалами та Волею Юстовською, з півночі з Чорним Селом та зі сходу з Пулвшє Звежінецьке (пол. Półwsie Zwierzynieckie). На Звежинці повстав житловий масив Сальватор.
Колись ці території були власністю Петра Властовича, намісника Болеслава Кривоустого, а в XII столітті вони перейшли у володіння Якші Грифіти, зятя Властовича. У 1162 році Якша заснував тут норбертинський монастир. Назва Звежинець вперше згадується в фундаційному документі монастиря .
Село, розташоване в Прошівському повіті Краківського воєводства, наприкінці XVI століття було власністю монастиря премонстратів у Звежинці в Кракові .
Згідно з австрійським переписом 1900 року, у Звежинці в 213 будинках на площі 356 гектарів проживало 2976 осіб, з яких 2870 (96,4%) були католиками, 40 (1,3%) євреями, 13 (0,4%) греко-католиками, а 53 (1,8%) були іншої релігії чи переконань; 2543 (85,5%) були польсько, 256 (8,6%) німецько, 11 (0,4%) русько та 101 (3,4%) іншомовними .
Назву Звежинець традиційно пов’язують із допоміжною функцією мисливських угідь для королівського двору, але немає свідчень, що на цій території були окремі мисливські угіддя. Найдавніша згадка про нинішню назву району датується XIII століттям (лат Sverincia або Zwerincia), тоді як польський запис Zwierzyniec відомий нам лише з 1422 року. Похідна назва от пол. Zwierzyniec є пол. Półwsie Zwierzynieckie. Півсело (пол. Półwsie) – це давній слід поділу села Звежинець на дві частини – просто Звежинець і Півсело Звежинець.

## Галерея

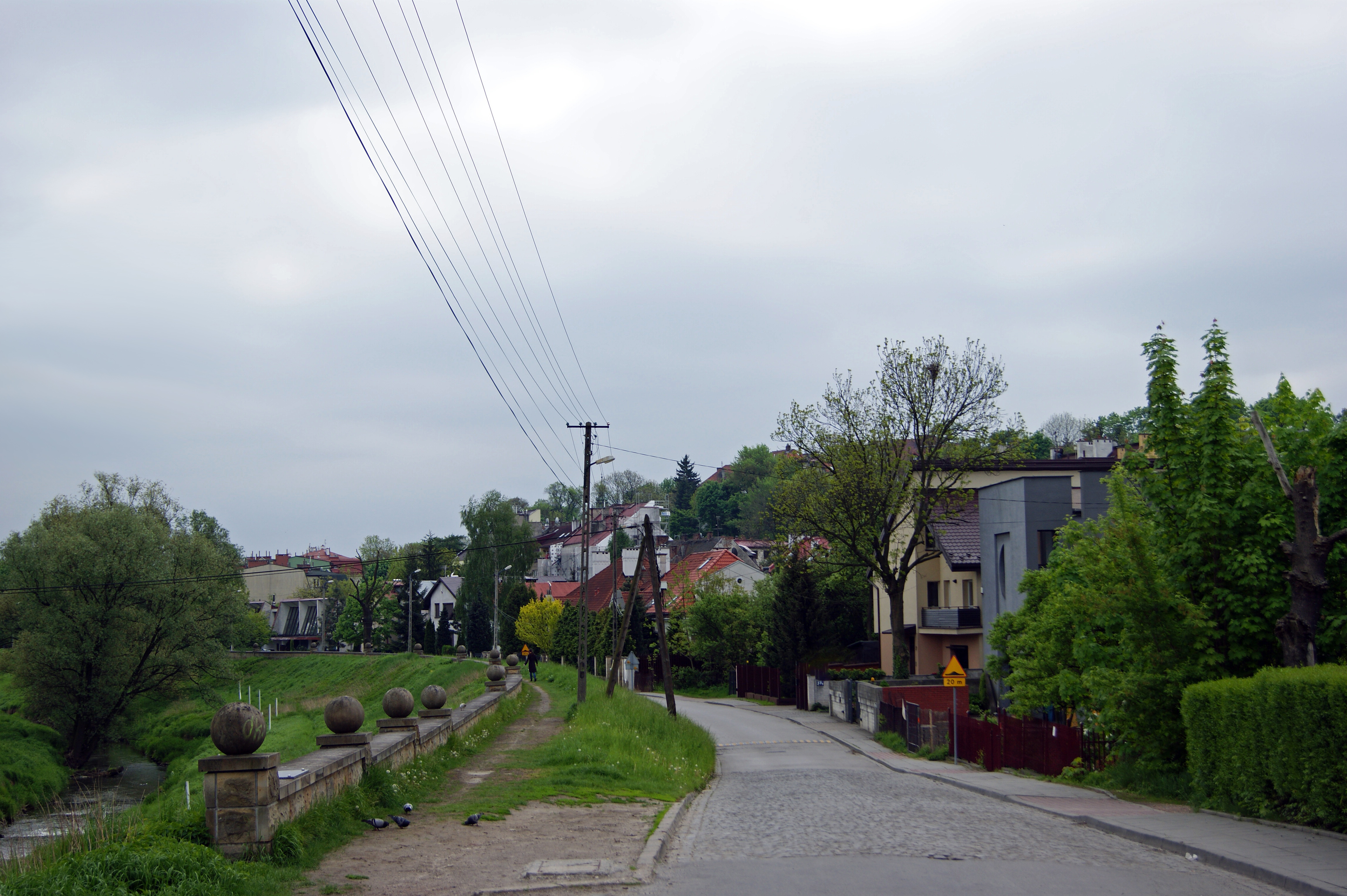
вул. Емаус (Ulica Emaus) вздовж річки Рудава – вигляд з алеї Фоха (Al. Focha) на всхід.
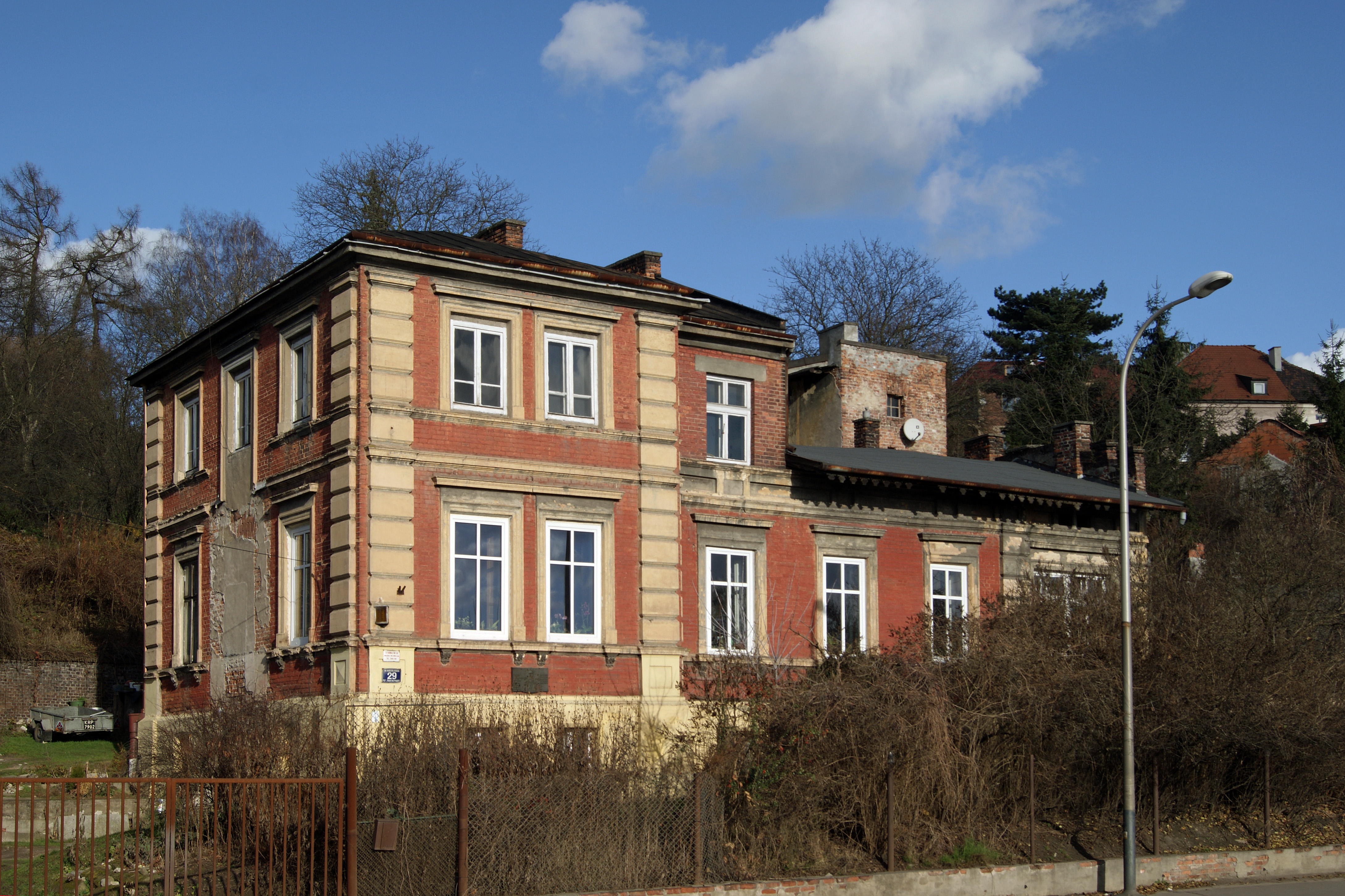
"Віла під Божою Матір'ю" вул. Ксєнця Юзефа (ul. Księcia Józefa) 29, де мешкав і мав майстерню Яцек Мальчевський.
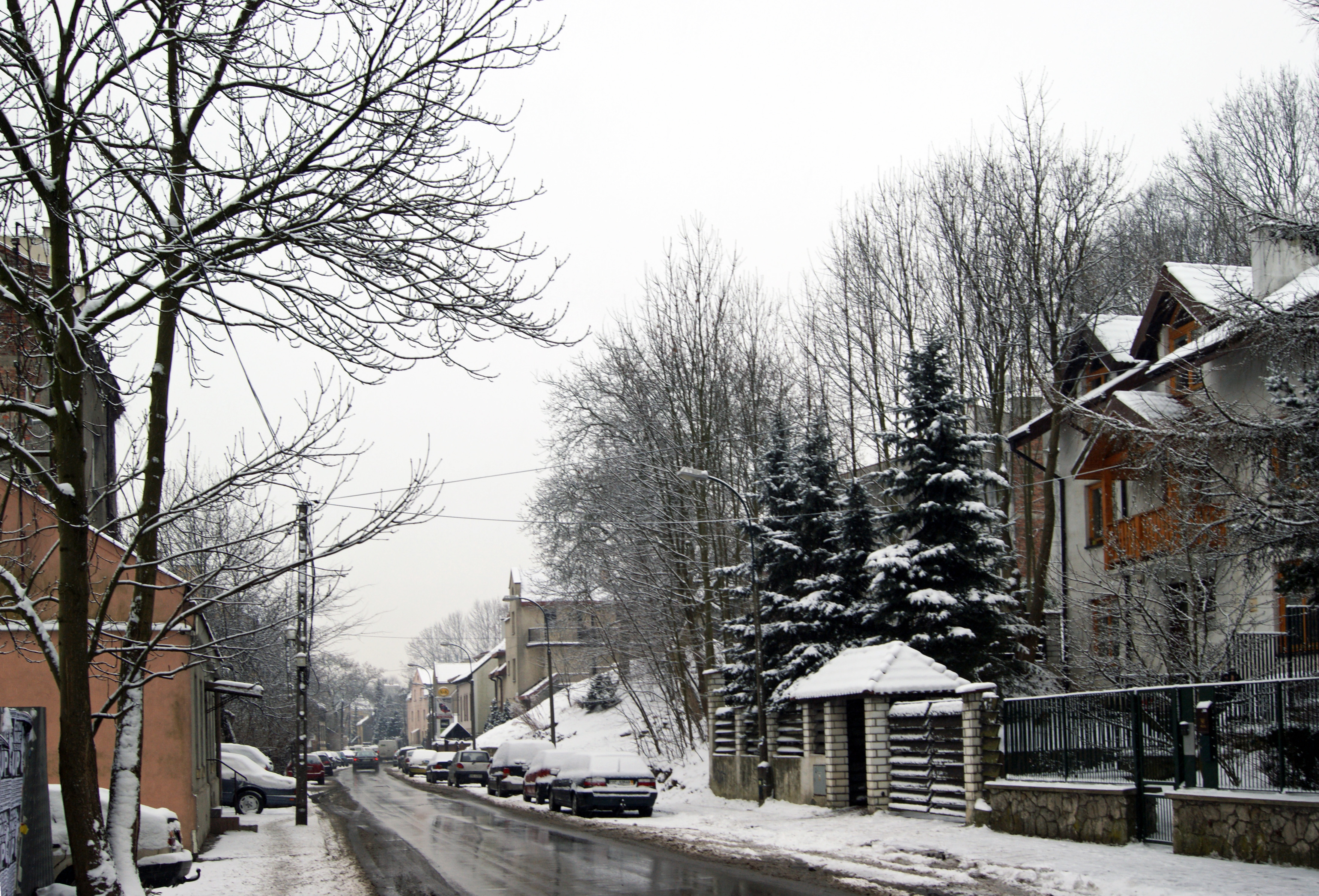
вул. Крульовей Ядвиги (Ulica Królowej Jadwigi).
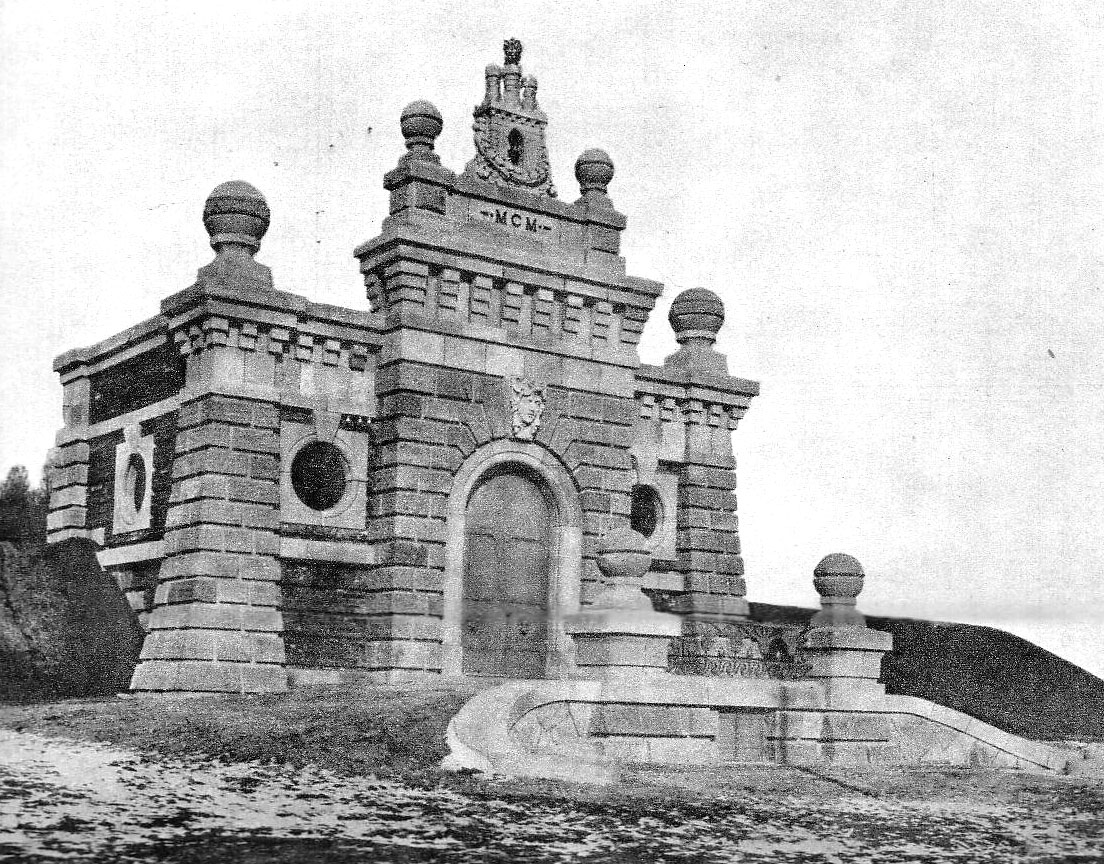
Будинок комори засувів водозбірника "Кошцюшко" міського водогону вул. Водоцьонгова (ul. Wodociągowa) 23 (1901 рік).
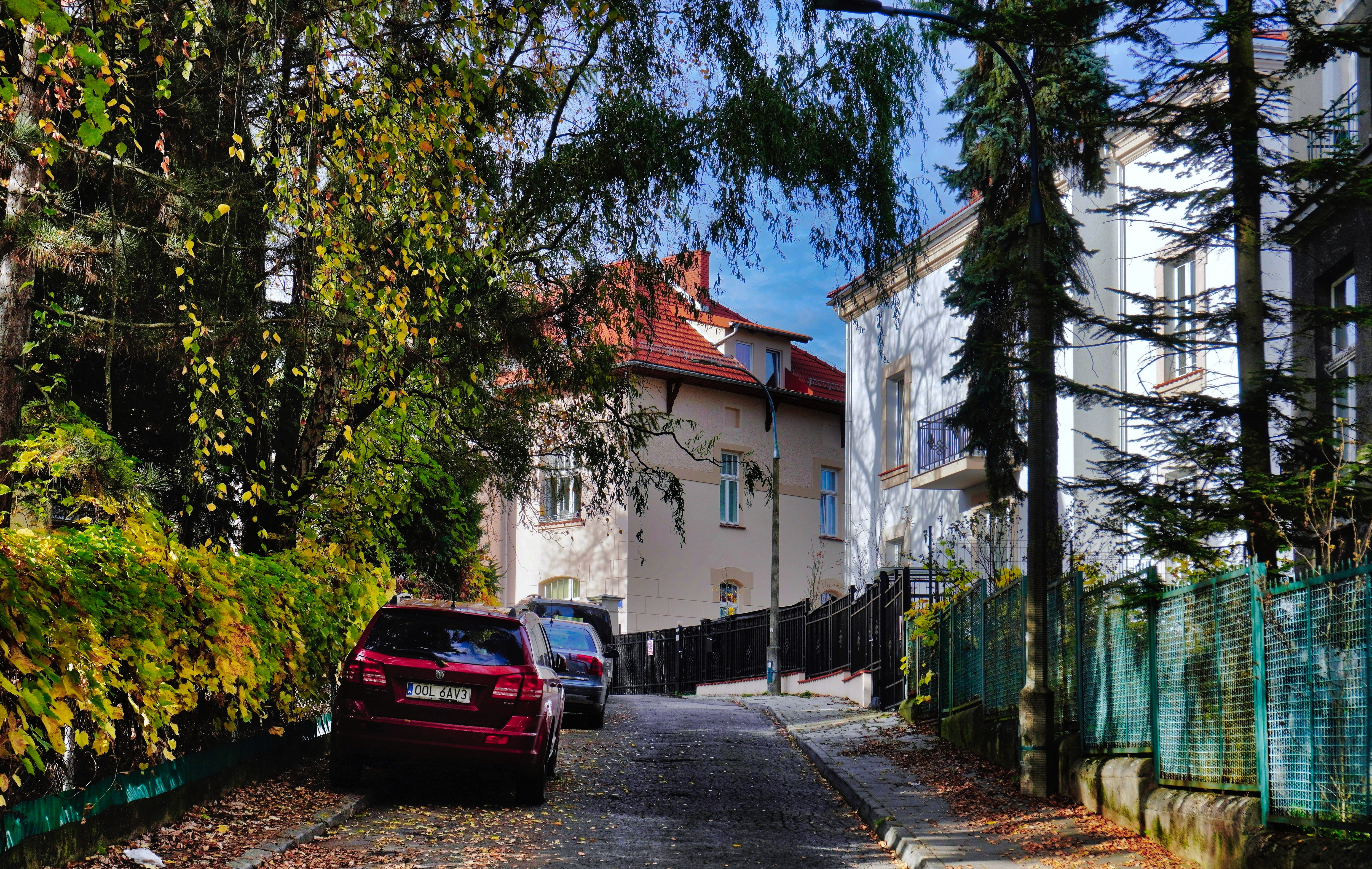
вул. Владислава Анчица (Ulica Władysława Anczyca).
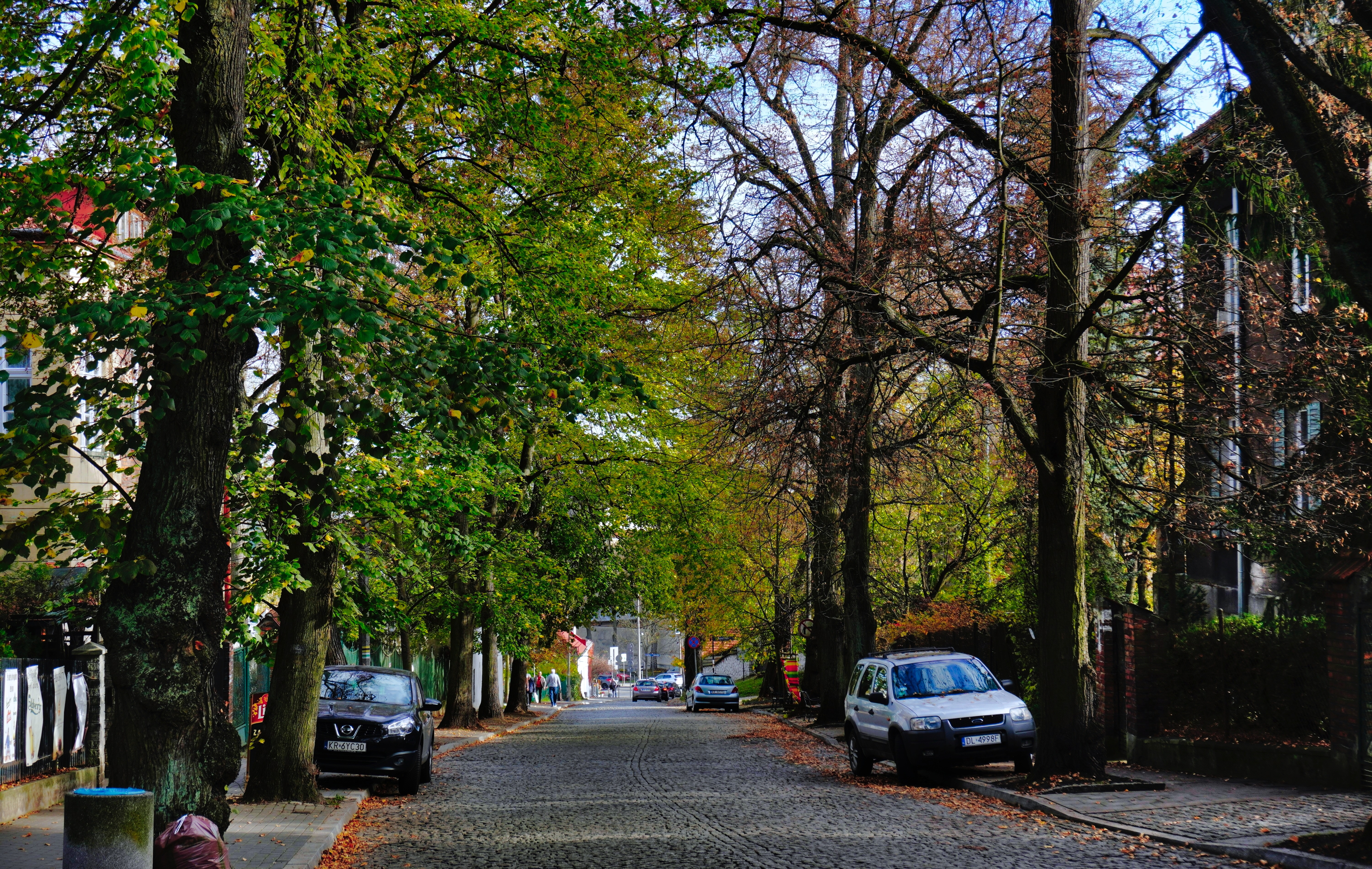
вул. Св.Броніслави (Ulica św. Bronisławy).
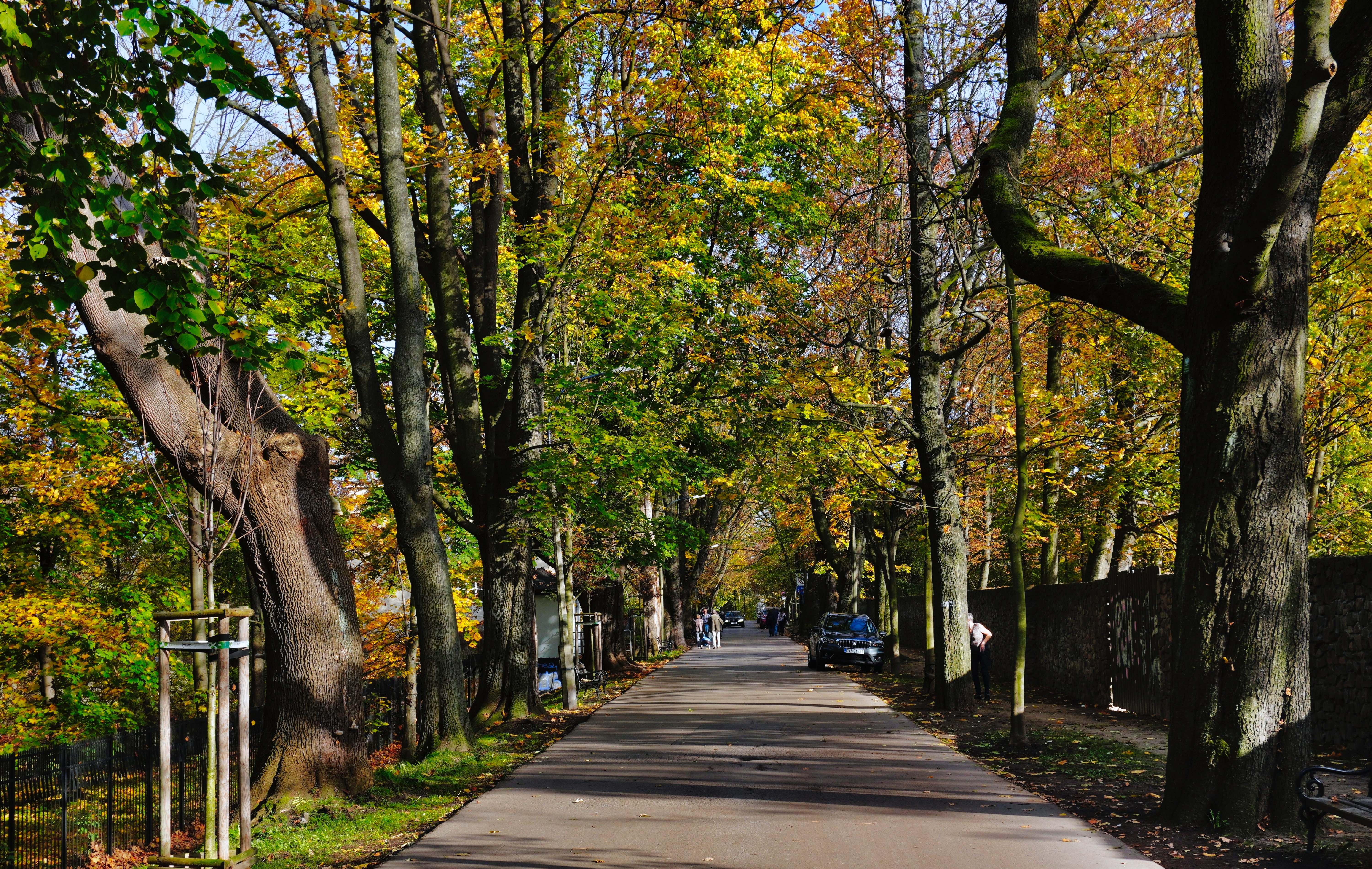
Алея Вашингтона (Aleja Jerzego Waszyngtona).

## Дивись також
- Сальватор